# Bagi Iván
Bagi Iván (Budapest, 1976. szeptember 6. –) előadóművész, műsorvezető, Kamera Hungária-díjas és Karinthy-gyűrűs magyar humorista, író, költő.

## Életpályája
Nehéz gyermekkora volt, tízéves koráig állami gondozásban nevelkedett, majd testvéréhez költözött. A Bródy Imre Gimnázium művészeti osztályán érettségizett, 1998-ban. Ezt követően a Budapesti Média Intézetben tanult. 1998-ban megnyerte a Magyar Rádió Humorfesztivált Nacsa Olivérrel. 1997-ben a Mikroszkóp Színpadhoz szerződtek, ahol számos darabban játszottak, majd 2005-ben bemutatták a Bagi-Nacsa kabarét. Ezt követően különböző színházakban, önálló estjeikkel vendégszerepeltek. 
1999-ben az HBO Mennyi? Harminc! című stand-up műsorában több ízben is megmutatták tehetségüket. 2001-ben Jáksó Lászlóval együtt az RTL Klubon futó Kész Átverés házigazdái lettek. Emellett a szintén az RTL Klubon futó Esti Showder Fábry Sándorral című műsor rendszeres szereplői is voltak. 2003-ban Vámos Miklós igazgató szerződtette a párost akkori színházába, az IBS-hez egy előadás-sorozatra, 2003-tól Banánhéj, avagy túlélni Bagi-Nacsát címmel indult műsora parodistatársával a TV2-n. 2005-ben az 50 legsikeresebb fiatal közé választották. A szintén TV2-n futó Médiacápa című műsorral 2007-ben Kamera Hungária-díjat nyertek. 
2007-ben átigazoltak az ATV-hez, majd ezt követően elindították műsorukat Bagi-Nacsa show címmel. 2011 szeptemberétől az m1 Poén Péntek című műsorában havonta jelentkeztek a Szálka, avagy Bagi és Nacsa megakad a torkán-ban. 2011–2015 között ugyanebben a műsorban – minden második csütörtökön – volt látható a humorista páros. 2016–2018 között a A Bagi-Nacsa show műsorvezetője. 2019-től a Bagi-Nacsa orfeuma című műsor egyik házigazdája, amelyet a közönség kéthetente csütörtökönként láthat a közszolgálati televízió Duna csatornáján. 2019 novemberének végétől a Magyar Hírlap online felületén podcast sorozata indult Darázsfészek néven. 2020. szeptember 8-án indult hetente jelentkező szórakoztató, közéleti podcast sorozata az Origo.hu felületén Darázsfészek újratöltve Bagi Ivánnal címmel.
Nacsa Olivér kollégájával közösen az elmúlt 25 évben legalább 300 darab önálló show műsort készítettek különböző csatornákon, főműsoridőben. Ebben a szakmában ennél nagyobb adásszámmal a magyar humoristák közül egyedül Fábry Sándor büszkélkedhet. 
2005 óta jelennek meg szépirodalmi könyvei (regények, verseskötetek). Első kötetének címe Egy zsugorodás története. Versei, rövidebb írásai kurrens irodalmi folyóiratokban jelennek meg (Bárka, Hitel, Irodalmi jelen, Helyőrség, Vigilia, Lyukasóra, Nyugatplusz stb.)

## Könyvei
- Egy zsugorodás története; Arteregó, Budapest, 2005
- A megkerült boldogság. Albert Györgyi interjújával; Duna, Budapest, 2006
- Mindenki megvan; 4S, Budapest, 2006
- A jó; Hanga, Budapest, 2007
- Akik összetartoznak; Puedlo, Nagykovácsi, 2008
- Kiszorított élet; Masszi, Budapest, 2008
- Csak szeretet legyen! Életem igazi története; Jaffa, Budapest, 2014
- A hűség árvája; Jaffa, Budapest, 2015
- A törődés eredete; Kárpát-medencei Tehetséggondozó Nonprofit Kft., Budapest, 2019
- Egy a semmiből; Magyar Napló Kiadó Kft., Budapest, 2021
- A tárgyak talentuma, Magyar Napló Kiadó Kft., Budapest, 2023

## Televíziós szereplései
- 1996 – első nyilvános rádiófelvételük Nacsa Olivérrel
- 1998 – megnyerték a Humorfesztivált
- Jó reggelt Magyarország, TV2
- 1998 – Szeszélyes évszakok
- 1999 – Mennyi? Harminc! (stand-up comedy, HBO)
- 1996 – Farkasházy Tivadar Zártosztály című műsora az MTV-n
- Friderikusz Show
- 2000–2010 – Esti Showder Fábry Sándorral
- 2001 – Kész átverés (RTL Klub)
- 2001–2002 – Koóstoló (RTL Klub)
- 2003–2004 – Banánhéj, avagy túlélni Bagi-Nacsát (TV2)
- 2006 – Activity (TV2)
- 2007–2008 – Médiacápa (TV2)
- 2008–2011 – BagiNacsa (ATV)
- 2009–2012 – Frizbi Hajdú Péterrel
- 2009 – Vacsoracsata (RTL Klub)
- 2009 – Hal a tortán
- 2011–2015 – Szálka, avagy Bagi és Nacsa megakad a torkán
- 2016–2018 – A Bagi Nacsa Show
- 2019 – Bagi–Nacsa Orfeuma
- 2020 – Isten kezében (Duna TV, riport film)

## Díjai
- Kamera Hungária-díj (2007)
- Karinthy-gyűrű (2019)